# Cretons

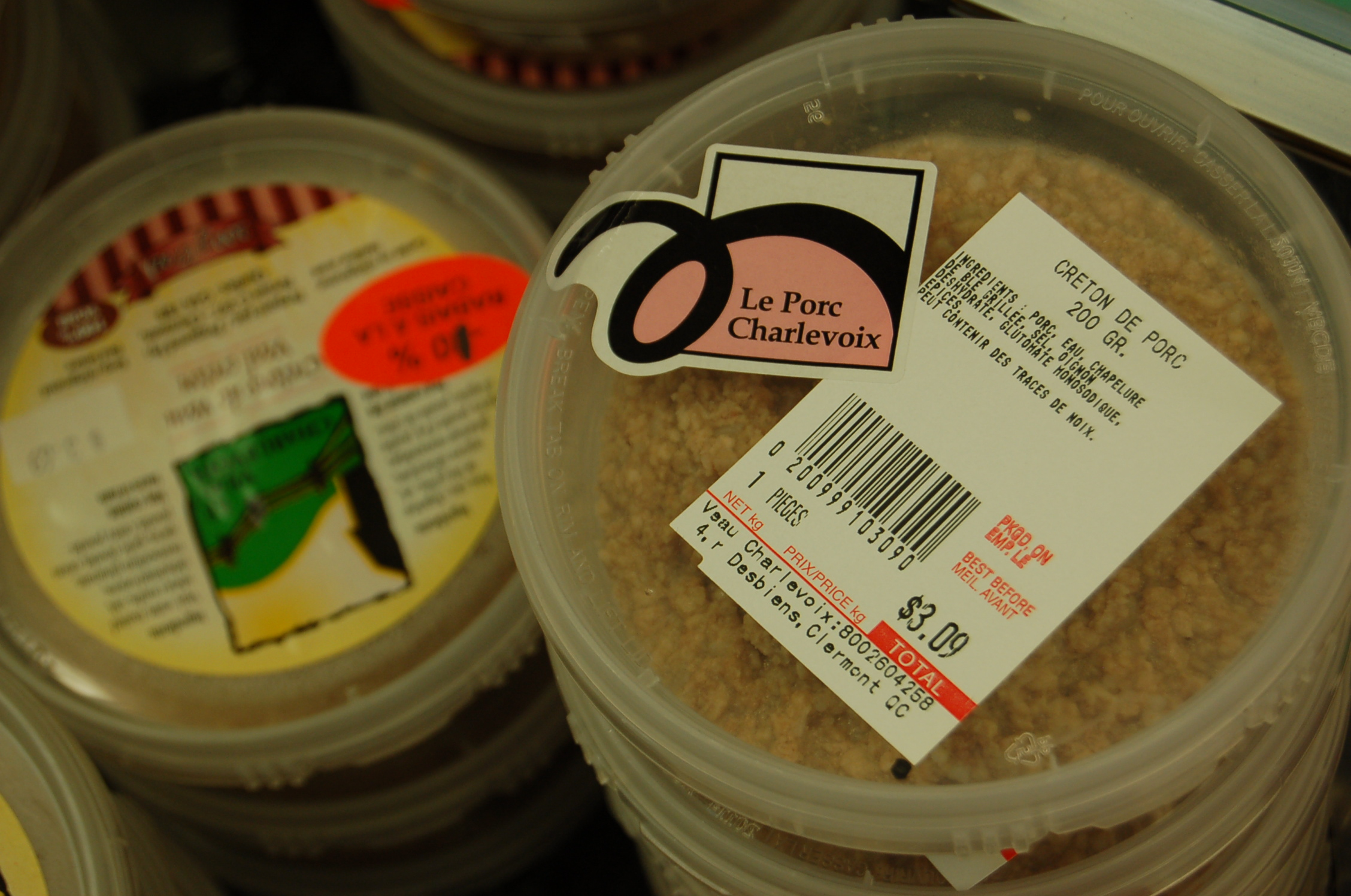
Cretons.

En la cocina de Quebec, los cretons (a veces gorton o corton, especialmente entre los habitantes de Nueva Inglaterra de origen quebequés) es un untable de cerdo con cebolla y especias. Debido a su textura y sabor grasos, se parece a las rillettes francesas. Los cretons suelen servirse sobre tostadas como parte del desayuno tradicional quebequés.
Las recetas varían, pero tradicionalmente se elabora cubriendo de una a tres libras de jamón de cerdo picado con leche o agua en una olla grande, condimentando entonces con cebolla y una mezcla de especias, que cambia según la receta, pero casi siempre incluye clavo molido. Estas especias usadas a menudo son la canela, la pimienta de Jamaica, jengibre, nuez moscada y hoja de laurel. Algunas recetas incluyen ajo picado.
La mezcla se cuece a fuego lento y se remueve a menudo para evitar que se pegue hasta que todo el líquido se evapora y la mezcla espesa. Entonces se deja enfriar, se remueve de nuevo para incorporar toda la grasa procesada, y se traspasa a un envase grande o varios individuales, cerrando bien y refrigerando varias horas o toda la noche para que endurezca. El tuétano de cerdo también se añade a menudo para obtener una gelatina que permita la coagulación.